# Elisângela Araújo
Elisângela dos Santos Araújo (Valente, 29 de agosto de 1973) é uma engenheira agrônoma e política brasileira filiada ao Partido dos Trabalhadores (PT). Foi deputada federal suplente pela Bahia, tendo exercido o mandato de 24 de julho de 2024 até 20 de novembro de 2024, durante o afastamento do titular Zé Neto.

## Carreira política
Nas eleições de 2022, Elisângela Araújo foi candidata a deputada federal pela Bahia e obteve 73.138 votos, ficando como suplente pelo PT.
Assumiu o mandato de deputada federal em 24 de julho de 2024, em substituição a Zé Neto, titular da cadeira pelo PT. Permaneceu no cargo até 20 de novembro de 2024, quando o deputado retornou ao exercício do mandato.